# Astroblepus whymperi
Astroblepus whymperi är en fiskart som först beskrevs av Boulenger, 1890.  Astroblepus whymperi ingår i släktet Astroblepus och familjen Astroblepidae. Inga underarter finns listade.